# Valtorta
Valtorta – miejscowość i gmina we Włoszech, w regionie Lombardia, w prowincji Bergamo.
Według danych na styczeń 2009 gminę zamieszkiwało 307 osób przy gęstości zaludnienia 10 os./1 km².